# Open de Corée du Sud (badminton)
Ne doit pas être confondu avec Masters de Corée du Sud.
Pour les articles homonymes, voir Open de Corée du Sud.
L' Open de Corée du Sud est un tournoi international annuel de badminton organisé depuis 1991 par la Fédération sud-coréenne de badminton (KBA), principalement à Séoul. Il a longtemps été l'un des tournois professionnels les mieux dotés financièrement avec une dotation totale d'un million de dollar et il attire donc les meilleurs joueurs mondiaux. À ce titre, il fait partie dès 2007 des tournois classés BWF Super Series par la BWF et est promu SuperSeries Premier en 2011. Cependant, des difficultés financières croissantes poussent la KBA à diminuer la dotation du tournoi qui est donc rétrogradé en SuperSeries en 2014. En 2018, il intègre le nouveau circuit BWF World Tour en catégorie Super 500.

## Palmarès
| Année                    | Lieu                                                                   | Simple hommes                                                          | Simple dames                                                           | Double hommes                                                          | Double dames                                                           | Double mixte                                                           |
| ------------------------ | ---------------------------------------------------------------------- | ---------------------------------------------------------------------- | ---------------------------------------------------------------------- | ---------------------------------------------------------------------- | ---------------------------------------------------------------------- | ---------------------------------------------------------------------- |
| 1991                     | Séoul                                                                  | Wu Wenkai                                                              | Huang Hua                                                              | Kim Moon-soo Park Joo-bong                                             | Chung So-young Hwang Hye-young                                         | Park Joo-bong Chung Myung-hee                                          |
| 1992                     | Séoul                                                                  | Wu Wenkai                                                              | Tang Jiuhong                                                           | Kim Moon-soo Park Joo-bong                                             | Chung So-young Hwang Hye-young                                         | Thomas Lund Pernille Dupont                                            |
| 1993                     | Séoul                                                                  | Joko Suprianto                                                         | Bang Soo-hyun                                                          | Zheng Yumin Huang Zhanzhong                                            | Chung So-young Gil Young-ah                                            | Thomas Lund Catrine Bengtsson                                          |
| 1994                     | Séoul                                                                  | Ardy Wiranata                                                          | Bang Soo-hyun                                                          | Peter Axelsson Pär-Gunnar Jönsson                                      | Chung So-young Gil Young-ah                                            | Michael Søgaard Gillian Gowers                                         |
| 1995                     | Séoul                                                                  | Heryanto Arbi                                                          | Susi Susanti                                                           | Ricky Subagja Rexy Mainaky                                             | Gil Young-ah Jang Hye-ock                                              | Thomas Lund Marlene Thomsen                                            |
| 1996                     | Séoul                                                                  | Kim Hak-kyun                                                           | Bang Soo-hyun                                                          | Ricky Subagja Rexy Mainaky                                             | Gil Young-ah Jang Hye-ock                                              | Park Joo-bong Ra Kyung-min                                             |
| 1997                     | Séoul                                                                  | Thomas Stuer-Lauridsen                                                 | Ye Zhaoying                                                            | Ha Tae-kwon Kang Kyung-jin                                             | Ge Fei Gu Jun                                                          | Liu Yong Ge Fei                                                        |
| 1998                     | Édition annulée                                                        | Édition annulée                                                        | Édition annulée                                                        | Édition annulée                                                        | Édition annulée                                                        | Édition annulée                                                        |
| 1999                     | Séoul                                                                  | Fung Permadi                                                           | Zhou Mi                                                                | Flandy Limpele Eng Hian                                                | Huang Nanyan Yang Wei                                                  | Kim Dong-moon Ra Kyung-min                                             |
| 2000                     | Jeju                                                                   | Peter Gade                                                             | Camilla Martin                                                         | Lee Dong-soo Yoo Yong-sung                                             | Chung Jae-hee Ra Kyung-min                                             | Kim Dong-moon Ra Kyung-min                                             |
| 2001                     | Jeju                                                                   | Peter Gade                                                             | Camilla Martin                                                         | Ha Tae-kwon Kim Dong-moon                                              | Huang Nanyan Yang Wei                                                  | Kim Dong-moon Ra Kyung-min                                             |
| 2002                     | Yeosu                                                                  | Lin Dan                                                                | Zhang Ning                                                             | Ha Tae-kwon Kim Dong-moon                                              | Gao Ling Huang Sui                                                     | Kim Dong-moon Ra Kyung-min                                             |
| 2003                     | Incheon                                                                | Kenneth Jonassen                                                       | Mia Audina                                                             | Ha Tae-kwon Kim Dong-moon                                              | Lee Kyung-won Ra Kyung-min                                             | Kim Dong-moon Ra Kyung-min                                             |
| 2004                     | Chungju                                                                | Xia Xuanze                                                             | Zhang Ning                                                             | Luluk Hadiyanto Alvent Yulianto                                        | Yang Wei Zhang Jiewen                                                  | Kim Dong-moon Ra Kyung-min                                             |
| 2005                     | Incheon                                                                | Peter Gade                                                             | Jun Jae-youn                                                           | Jens Eriksen Martin Lundgaard Hansen                                   | Lee Kyung-won Lee Hyo-jung                                             | Lee Jae-jin Lee Hyo-jung                                               |
| 2006                     | Séoul                                                                  | Bao Chunlai                                                            | Lu Lan                                                                 | Tony Gunawan Candra Wijaya                                             | Yang Wei Zhang Jiewen                                                  | Nova Widianto Lilyana Natsir                                           |
| BWF Super Series         |                                                                        |                                                                        |                                                                        |                                                                        |                                                                        |                                                                        |
| 2007                     | Séoul                                                                  | Lin Dan                                                                | Xie Xingfang                                                           | Jung Jae-sung Lee Yong-dae                                             | Gao Ling Huang Sui                                                     | Zheng Bo Gao Ling                                                      |
| 2008                     | Séoul                                                                  | Lee Hyun-il (en)                                                       | Zhou Mi                                                                | Fu Haifeng Cai Yun                                                     | Du Jing Yu Yang                                                        | Lee Yong-dae Lee Hyo-jung                                              |
| 2009                     | Séoul                                                                  | Peter Gade                                                             | Tine Rasmussen                                                         | Mathias Boe Carsten Mogensen                                           | Chien Yu-chin Cheng Wen-hsing                                          | Lee Yong-dae Lee Hyo-jung                                              |
| 2010                     | Séoul                                                                  | Lee Chong Wei                                                          | Wang Shixian                                                           | Jung Jae-sung Lee Yong-dae                                             | Cheng Shu Zhao Yunlei                                                  | He Hanbin Yu Yang                                                      |
| BWF SuperSeries Premier  |                                                                        |                                                                        |                                                                        |                                                                        |                                                                        |                                                                        |
| 2011                     | Séoul                                                                  | Lin Dan                                                                | Wang Yihan                                                             | Jung Jae-sung Lee Yong-dae                                             | Wang Xiaoli Yu Yang                                                    | Zhang Nan Zhao Yunlei                                                  |
| 2012                     | Séoul                                                                  | Lee Chong Wei                                                          | Wang Shixian                                                           | Fu Haifeng Cai Yun                                                     | Tian Qing Zhao Yunlei                                                  | Xu Chen Ma Jin                                                         |
| 2013                     | Séoul                                                                  | Lee Chong Wei                                                          | Sung Ji-hyun                                                           | Ko Sung-hyun Lee Yong-dae                                              | Wang Xiaoli Yu Yang                                                    | Zhang Nan Zhao Yunlei                                                  |
| BWF Super Series         |                                                                        |                                                                        |                                                                        |                                                                        |                                                                        |                                                                        |
| 2014                     | Séoul                                                                  | Chen Long                                                              | Wang Yihan                                                             | Mathias Boe Carsten Mogensen                                           | Bao Yixin Tang Jinhua                                                  | Zhang Nan Zhao Yunlei                                                  |
| 2015                     | Séoul                                                                  | Chen Long                                                              | Sung Ji-hyun                                                           | Lee Yong-dae Yoo Yeon-seong                                            | Nitya Krishinda Maheswari Greysia Polii                                | Zhang Nan Zhao Yunlei                                                  |
| 2016                     | Seongnam                                                               | Qiao Bin                                                               | Akane Yamaguchi                                                        | Lee Yong-dae Yoo Yeon-seong                                            | Jung Kyung-eun Shin Seung-chan                                         | Ko Sung-hyun Kim Ha-na                                                 |
| 2017                     | Séoul                                                                  | Anthony S. Ginting                                                     | P. V. Sindhu                                                           | Mathias Boe Carsten Mogensen                                           | Huang Yaqiong Yu Xiaohan                                               | Praveen Jordan Debby Susanto                                           |
| BWF World Tour Super 500 |                                                                        |                                                                        |                                                                        |                                                                        |                                                                        |                                                                        |
| 2018                     | Séoul                                                                  | Chou Tien-chen                                                         | Nozomi Okuhara                                                         | Hiroyuki Endo Yuta Watanabe                                            | Misaki Matsutomo Ayaka Takahashi                                       | He Jiting Du Yue                                                       |
| 2019                     | Incheon                                                                | Kento Momota                                                           | He Bingjiao                                                            | Fajar Alfian Muhammad Rian Ardianto                                    | Kim So-yeong Kong Hee-yong                                             | Dechapol Puavaranukroh (en) Sapsiree Taerattanachai (en)               |
| 2020, 2021,              | Éditions annulées en raison de la pandémie de Covid-19 en Corée du Sud | Éditions annulées en raison de la pandémie de Covid-19 en Corée du Sud | Éditions annulées en raison de la pandémie de Covid-19 en Corée du Sud | Éditions annulées en raison de la pandémie de Covid-19 en Corée du Sud | Éditions annulées en raison de la pandémie de Covid-19 en Corée du Sud | Éditions annulées en raison de la pandémie de Covid-19 en Corée du Sud |
| 2022                     | Suncheon                                                               | Weng Hongyang (en)                                                     | An Se-young                                                            | Kang Min-hyuk (en) Seo Seung-jae                                       | Jeong Na-eun Kim Hye-jeong (en)                                        | Tan Kian Meng (en) Lai Pei Jing (en)                                   |
| 2023                     | Yeosu                                                                  | Anders Antonsen                                                        | An Se-young                                                            | Satwiksairaj Rankireddy (en) Chirag Shetty (en)                        | Chen Qingchen Jia Yifan                                                | Feng Yanzhe Huang Dongping                                             |
| 2024                     | Séoul                                                                  | Lu Guangzu (en)                                                        | Kim Ga-eun (en)                                                        | Leo Rolly Carnando Bagas Maulana                                       | Jeong Na-eun Kim Hye-jeong                                             | Chen Tang Jie Toh Ee Wei                                               |